# Pål Tyldum
Pål Bjarne Tyldum, född den 28 mars 1942 på Høylandet i Nord-Trøndelag, norsk tidigare längdskidåkare. Tyldum blev 1972 i Sapporo olympisk mästare på 50 kilometersdistansen. Då hade han redan ett OS-guld i stafett sedan han ingått i det norska vinnarlaget i OS 1968 i Grenoble.
I 1970 blev han tilldelad Holmenkollenmedaljen. Han fick Fearnleys olympiske ærespris för sina insatser i OS 1972.